# Syzeton confusa
Syzeton confusa is een keversoort uit de familie schijnsnoerhalskevers (Aderidae). De wetenschappelijke naam van de soort werd in 1948 gepubliceerd door Luis Báguena Corella.